# Đại học Y khoa Thượng Hải
Đại học Y khoa Thượng Hải (tiếng Hoa: 上海医科大学, Thượng Hải y khoa đại học) là một trường đại học chuyên về y khoa tại Thượng Hải, Cộng hòa Nhân dân Trung Hoa. Trường được thành lập năm 1927 với tên gọi là Cao đẳng Y khoa quốc gia Trung Sơn đệ tứ bao gồm một phần của Đại học Trung Sơn đệ tứ. Năm 2000, trường được sáp nhập vào Đại học Phúc Đán. Đây đã là trường đào tạo y khoa hàng đầu Trung Quốc.
Năm 1928, Đại học Trung Sơn đệ tứ được đổi tên thành Đại học Giang Tô và tháng 5 năm đó lại được đổi tên thành Đại học Trung ương quốc gia (sau này trường đại học này được đổi tên thành Đại học Nam Kinh vào năm 1949). Cao đẳng Y khoa Trung ương quốc gia trở thành một cơ sở độc lập năm 1932 dưới cái tên Cao đẳng Y khoa quốc gia Thượng Hải. Do cuộc Chiến tranh Trung-Nhật lần thứ 2 năm 1937, trường đã được dời đến Côn Minh, Vân Nam và năm 1940 lại được dời đến Trùng Khánh. Năm 1946, trường được đưa về lại Thượng Hải.
Năm 1952 trường được đổi tên thành 'Cao đẳng Y khoa đệ nhất Thượng Hải. Năm 1959, chính phủ Trung Quốc đã xác định đây là một trong 16 trường đại học trọng điểm quốc gia ở Trung Quốc. Tên hiện nay của trường được đặt năm 1985.